# 檜原恒一郎
檜原 恒一郎（ひわら こういちろう、1933年（昭和8年）3月11日 - 2021年（令和3年）11月29日）は、日本の実業家。月桂冠代表取締役副社長、奈良日仏協会理事、奈良シネクラブ代表を務めた。

## 経歴
大阪府大阪市出身。1955年（昭和30年）京都大学法学部を卒業し、同年三菱銀行に入行。京都支店長代理、外国部審査課長代理、ロンドン支店長代理本部詰を歴任。その後、長原支店次長、本店営業第一部外為第一課長、国際部企画課長、戸塚支店長を経て、1976年（昭和51年）10月パリ駐在員事務所首席駐在員を務める。
1985年（昭和60年）4月、月桂冠に転職。1998年（平成10年）代表取締役副社長に就任。2002年（平成14年）6月特別顧問に就任した。
2021年（令和3年）11月29日、心不全のため死去。享年88。

## 家族
- 父・檜原敏郎（1905年（明治38年）2月19日生）
京都帝国大学経済学部卒業。近畿日本鉄道元副社長。近鉄百貨店元社長。
- 母・檜原まち子（1912年（明治45年）3月5日生）
清水谷高等女学校卒業[4]。平野復男（大日本紡績元取締役）の長女[4]。
- 長女・檜原麻希（1961年（昭和36年）9月7日生）
慶應義塾大学文学部哲学科卒業[1][4][9]。ニッポン放送代表取締役社長[4][9][10]。
- 長男[9]